# 배중식
배중식(1967년 12월 27일 ~ )은 한국의 남자 배우다. 키는 180cm에다가 몸무게는 89kg이다.

## 출연작

### 영화
- 1991년 《수잔 브링크의 아리랑》조감독
- 1991년 《열 아홉의 절망 끝에 부르는 하나의 사랑 노래》- 일레븐파 역
- 1992년 《하얀 전쟁》- 무전병 역
- 1994년 《헐리우드 키드의 생애》- 조감독 역
- 1994년 《게임의 법칙》- 건달 역
- 1996년 《진짜 사나이》- 망치 일당 역
- 1996년 《돼지가 우물에 빠진 날》- 한식집 지배인 역
- 1997년 《넘버 3》- 단칼 역
- 1997년 《블랙잭》- 배태식 역
- 1998년 《남자이야기》- 삼식 역
- 1998년 《투캅스 3》- 수하 3 역
- 1998년 《남자의 향기》- 경관 역
- 1998년 《약속》무술연기자
- 1999년 《쉬리》- 북한 특수8군단 역
- 1999년 《신장개업》- 수사요원 3 역
- 1999년 《간첩 리철진》- 도로 간첩 역
- 2000년 《구멍》- 대원 2 역
- 2000년 《죽거나 혹은 나쁘거나》- 태훈 역
- 2000년 《실제상황》- 배 형사 역
- 2001년 《두사부일체》- 성북파 보스 역 (우정출연)
- 2002년 《라이터를 켜라》- 도끼 역
- 2003년 《청풍명월》- 태백 역
- 2003년 《동해물과 백두산이》- 특공대장 역
- 2004년 《어깨동무》- 작두 역
- 2005년 《형사 Duelist》- 배 포교 역
- 2007년 《오프로드》- 히치하이커 역
- 2007년 《열한번째 엄마》- 형사 1 역
- 2007년 《바르게 살자》- 경찰청장 역
- 2008년 《아스라이》- 술집 손님 역
- 2008년 《크로싱》- 안전원 역
- 2008년 《강철중》- 최 형사 역
- 2009년 《요가학원》(우정출연)
- 2010년 《평행이론》- 배 형사 역
- 2010년 《무적자》- 심문관 1 역
- 2010년 《대한민국 1%》- 유미 부 역 (우정출연)
- 2011년 《스파이 파파》- 바바리 사내 역 (우정출연)
- 2012년 《미운오리새끼》 - 수사계장 역
- 2013년 《톱스타》 - 형사 1 역
- 2014년 《울언니》 - 택시기사 역

### 드라마
- 《경찰청 사람들》 (1995년, MBC)
- 《태양의 남쪽》 (2003년, SBS) - 망치 역